# Brestovčina
Brestovčina är ett samhälle i Bosnien och Hercegovina.   Det ligger i entiteten Republika Srpska, i den norra delen av landet, 170 km nordväst om huvudstaden Sarajevo. Brestovčina ligger 89 meter över havet och antalet invånare är 1 133.
Terrängen runt Brestovčina är mycket platt. Närmaste större samhälle är Bosanska Gradiška, 2,6 km nordväst om Brestovčina.
Trakten runt Brestovčina består till största delen av jordbruksmark. Runt Brestovčina är det ganska tätbefolkat, med 67 invånare per kvadratkilometer.